# Varjão
Varjão, amtlich portugiesisch Região Administrativa de Varjão, ist die Verwaltungsregion RA XXIII und ein Ort mit 5371 Einwohnern, elf Kilometer nördlich des Zentrums von Brasilia im brasilianischen Bundesdistrikt. Die Verwaltungsregion grenzt an Lago Norte und Plano Piloto an. Vor dem Bau Brasilias gehörte das Gelände zur Fazenda Brejo ou Torto und lag im Gebiet von Planaltina (Goiás). In den 1970er und 1980er Jahren entstanden die ersten irregulären Bauten. Der Name des ursprünglich Vila Varjão genannten Ortes geht auf eine Bohnenplantage auf dem Gebiet zurück. Am 6. Mai 2003 wurde Varjão, das bis dahin zur Verwaltungsregion Lago Norte gehörte, eine eigene Verwaltungsregion. Die Kriminalitätsrate in Varjão ist hoch.

## Verwaltung
Administrator der Verwaltungsregion ist José Maria Martins dos Santos.